# Bucy-lès-Cerny
Bucy-lès-Cerny es una comuna francesa, situada en el departamento de Aisne, de la región de Alta Francia.

## Demografía
| 228 | 192 | 175 | 159 | 188 | 170 | 181 | 216 |
| Para los censos de 1962 a 1999 la población legal corresponde a la población sin duplicidades (Fuente: INSEE [Consultar]) |     |     |     |     |     |     |     |